# Johan Larsson (ishockeyspelare född 1986)
Johan Larsson, född 24 mars 1986 i Lindesberg, är en svensk ishockeyspelare som spelar för BIK Karlskoga i Hockeyallsvenskan. Larssons moderklubb är Lindlövens IF. Han kom som junior till Bofors IK. Han spelade därefter ett flertal säsonger i klubbens A-lag i Hockeyallsvenskan. Han provade spel i Frankrike för klubben Briançon säsongen 2008/2009. Han har även spelat två säsonger i Färjestad BK och 17 matcher för HV71 i SHL. HV71 valde att bryta kontraktet då man inte kunde erbjuda Larsson tillräckligt med speltid och han värvades då istället till finska Tappara till säsongen 2013/2014 för spel i FM-ligan. Därefter spelade han för SaiPa i samma liga i två säsonger inannan han återvände till AIK och Hockeyallsvenskan 2018/19. Efter två säsonger i AIK återkom han till Bofors som då ändrat namn till BIK Karlskoga.